# キム・サンホ (俳優)
キム・サンホ （김상호、1970年7月24日 - ）は大韓民国の 俳優。シムエンターテインメント所属。

## 出演作品

### 映画
- 黒水仙（2001年） - 脱走捕虜たち 役
- トンケの蒼い空（2003年） - チャンソン 役
- ビッグ・スウィンドル！（2004年） - 揮発油パク・ポンス 役
- ユゴ 大統領有故（2005年） - チャン・ウォンテ 役
- ユア・マイ・サンシャイン（2005年） - キム・ギョンベ 役
- コン・ピルドゥ（2005年） - チ刑事 役
- 恋の潜伏捜査（2005年） - チャン刑事 役
- 麻婆島（2005年） - 請願警察 役 (特別出演)
- 恋愛、その耐えられない軽さ（2006年） - チョン常務 役
- なつかしの庭（2006年） - コン 役
- 角砂糖（朝鮮語版）（2006年） - ホン班長 役
- タチャ イカサマ師（2006年） - パク・ムソク 役
- 約束（2006年） - 酔客 役
- 妙島夜話（2007年） - 出演
- 町内金庫連続襲撃事件（2007年） - ミネラルウォーター配達員 役
- 楽しき人生（2007年） - ヒョクス 役
- 少年監督（2007年） - 里長 役
- 食客（2007年） - ウ・ジュンゴ 役
- 最後の贈り物（2007年） - ヨンテ 役
- きみに微笑む雨（2009年） - 支社長 役
- 10億（2009年） - 撤去用役班長 役
- チョン・ウチ 時空道士（2009年） - 神父 (神仙) 役
- 雲を抜けた月のように（2009年） - パク・ドルソク 役
- 黒く濁る村（2010年） - チョン・ソクマン 役
- ハートビート（英語版）（2010年） - チョチーム長 役
- 敵との初恋（2011年） - ペクさん 役
- 裏切りの陰謀（2011年） - ソン・ジンギ 役
- チャンプ（英語版）（2011年） - 保安官 役
- ワンドゥギ（2011年） - 隣りのおじさん 役
- ソウォン/願い（2013年） - ヨンソクの父 役
- 海にかかる霧（2014年） - ホヨン 役
- ビューティー・インサイド（2015年） - ウジン 役
- ミス・ワイフ（2016年） - イ所長役
- 隻眼の虎（2016年）
- あなた、そこにいてくれますか（2016年）
- 操作された都市（2017年） - マ・ドクス役
- 特別捜査　ある死刑囚の慟哭（2017年）
- ありふれた悪事（2017年） - ジェジン役
- 焼肉ドラゴン（2018年） - 龍吉役
- 目撃者（2018年）
- ザ・ネゴシエーション（2019年）
- 国際捜査!（2020年）
- 夜明けの詩（2021年）- ソンハ役
- ボストン1947（2023年） - ペク・ナムヒョン役

### ドラマ
- 風の国（2008年-2009年、KBS2） - マファン役
- トリプル（2009年、MBC） - ムンコーチ役
- 検事プリンセス（2010年、SBS） - ナ・ジュンソク役
- シティーハンター in Seoul（2011年、SBS） - ペ・シクチュン（ペ・マンドク）役
- きらきら光る（2011年、MBC） - パク・チュンヒョク役
- 特殊事件専担班 TEN（2011年-2012年、OCN） - ペク・トシク役
- 棚ぼたのあなた（2012年、KBS2） - パン・ジョンベ役
- 特殊事件専担班 TEN 2（2013年、OCN） - ペク・トシク役
- 剣と花（2013年、KBS2） - ソ・サボン役
- 本当に良い時代（2014年、KBS） - カン・サンシク役
- ドクター異邦人（2014年、SBS） - ヤン・ジョンハン役
- D-DAY（2015年、JTBC） - チェ・イルソプ役
- ベビーシッター（2016年、KBS） - チョ・サンウォン役
- 運勢ロマンス（2016年、MBC） - ウォン・テヘ役
- キスして幽霊！〜Bring it on, Ghost〜（英語版）（2016年、tvN） - ミョンチョル和尚役
- ミッシングナイン（2017年、MBC） - ファン・ジェグク役
- 番人!〜もう一度、キミを守る〜（2017年、MBC） - オ・グァンホ役
- キングダム（2019年-、Netflix） - ムヨン役
- 緑豆の花（2019年、SBS） - チェ・ドッキ役
- アリス（2020年、SBS） - コ・ヒョンソク役
- LUCA：The Beginning（2021年、tvN）- チェ・ジンファン役
- あなたに似た人（2021年、JTBC） - ユン・サンホ役
- マイネーム: 偽りと復讐（2021年、Netflix）- チャ・ギホ役
- 真剣勝負（2022年、KBS2） - パク・ジェギョン役

## 受賞
- 2007年 第28回 青龍映画賞 男子助演賞 『楽しき人生』
- 2012年 KBS演技大賞 男子助演賞